# Lind Islami
Lind Islami, född 3 april 1992 i Peja, Jugoslavien, är en albansk sångare. 2012 deltog han i The Voice of Albania.
Islami föddes i staden Peja i västra Kosovo 1996. Han är son till den kände kosovoalbanske sångaren Bedri Islami. 
2010 debuterade han i Top Fest. 2011 hette hans bidrag "Diell që s'perëndon" men han vann inget pris i tävlingen. 2012 deltog han med "Koha pa ty". 2013 debuterade Islami i Kënga Magjike 15 med låten "Bregu i vjetër". Han gick till semifinalen men vann inget pris i tävlingen. I december 2013 debuterade han i Festivali i Këngës 52. Han deltog tillsammans med Venera Lumani och framförde duetten "Natë e parë" (första natten). I finalen slutade de 4:a med 37 poäng.
2015 ställer Islami dels upp i Kënga Magjike 2015 tillsammans med Venera Lumani och låten "Zemër në katror" och dels själv i Festivali i Këngës 54 med låten "Për një mrekulli".